# Stazione di Polla
La stazione di Polla è una stazione ferroviaria posta sulla linea Sicignano-Lagonegro. Serve il centro abitato di Polla.
Dal maggio del 1987 su un binario laterale è parcheggiata la locomotiva Gruppo 835.205. Era di stanza a Lagonegro e fu trasportata per esser monumentata ma la cosa non ebbe seguito. Nella metà degli anni dieci del 2000 è stata riverniciata esternamente.